# Baby
 For alternative betydninger, se Baby (flertydig). (Se også artikler, som begynder med Baby)
Baby eller spædbarn anvendes oftest om et barn i alderen fra nyfødt indtil 12-måneders-alderen.

## Etymologi
Iflg. www.etymonline.com kendes termen 'babe' som en kortform af baban fra 1393. Baban er formentlig oprindeligt imiteret fra babysprog. I mange sprog betyder det imidlertid også 'gammel kvinde' jf. russisk sprog, hvor babuska eller 'bedstemor' stammer fra baba, som egentlig betyder 'bondekone'. Nu anvendes oftest den diminutive form baby. Baby er blevet brugt billedligt om barnlige personer siden 1526. Fra 1839 kendes baby desuden som kærligt kælenavn til en elsker. Fra 1915 også anvendt i betydningen 'attraktiv, ung kvinde'. Baby-boom anvendtes fra 1941. En relateret benævnelse babelicious er første gang registreret i 1991. 